# Caumont (Ariège)
Caumont é uma comuna francesa na região administrativa de Occitânia, no departamento de Ariège.